# Kigeli V de Ruanda
Kigeli V Ndahindurwa (nascut Jean-Baptiste Ndahindurwa; 29 de juny de 1936 – 16 d'octubre de 2016) va ser l'últim rei regnant (Mwami) de Ruanda, del 28 de juliol de 1959 fins a l'abolició de la monarquia ruandesa el 25 de setembre de 1961, poc abans que el país accedís a la independència de Bèlgica.
Després d'un breu període de trasllats després de deixar Ruanda, el rei titular va viure a l'exili durant la part final de la seva vida a la ciutat d'Oakton, Virgínia, Estats Units. A l'exili, era conegut per dirigir la Fundació King Kigeli V, una organització que promou el treball humanitari per als refugiats ruandesos. També va destacar per les seves activitats en el manteniment del patrimoni dinàstic i cultural de la seva antiga casa reial, incloent el títol noble, l'orde dinàstic de cavalleria i altres distincions.
Després de la mort del rei, es va dir que aviat es revelaria un successor. El gener de 2017, es va anunciar que el succeiria Yuhi VI de Ruanda. Yuhi VI és nebot del difunt rei Kigeli V i de l'anterior rei Mutara III, així com net del rei Yuhi V de Ruanda.

## Primers anys i educació
Kigeli va néixer Ndahindurwa el 29 de juny de 1936 a Kamembe, a Ruanda, de Yuhi Musinga, el deposat rei Yuhi V de Ruanda i la reina Mukashema (nascuda Mukashema Bernadette), la setena de les seves onze dones. Era tècnicament tutsi. Kigeli tenia catorze germans, sent un dels més petits dels molts fills del seu pare.
Quan Kigeli tenia quatre anys, el seu pare fou exiliat pel govern belga a Moba, a la República Democràtica del Congo. Després de la mort del seu pare el 1944 va tornar a Ruanda. Kigeli va ser batejat en la fe catòlica en la seva adolescència, prenent el nom cristià de Jean-Baptiste, i es va comportar com un catòlic devot al llarg de la seva vida.
Va estudiar en el Groupe Scolaire Astrida (ara Groupe Scolaire Officiel de Butare) a Ruanda, i al Col·legi Nyangezi a l'actual República Democràtica del Congo. Després d'acabar l'escola el 1956, va treballar en el govern local a Ruanda fins 1959.

## Regnat a Ruanda

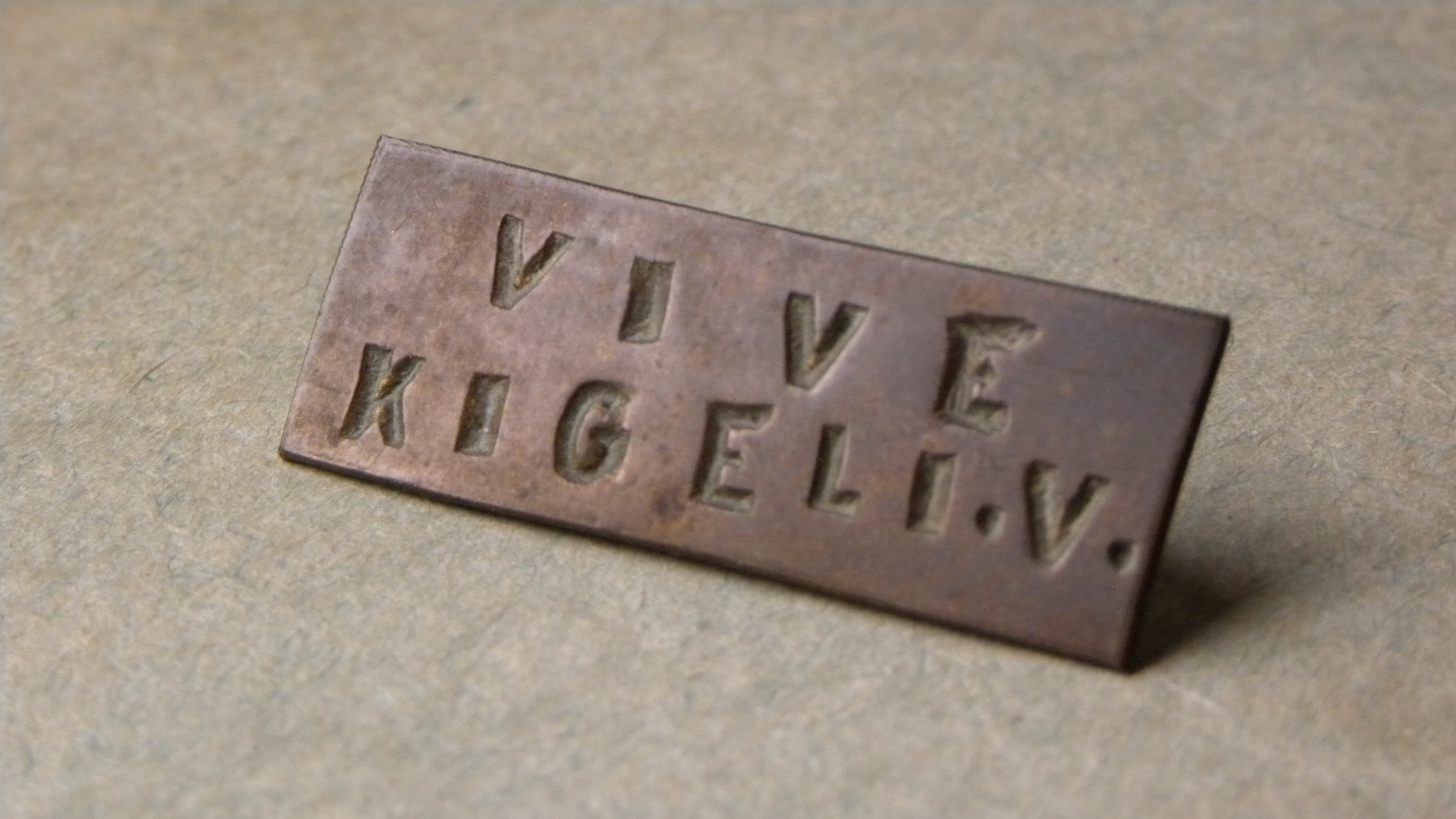
Solapa amb la consigna Vive Kigeli V

Després que el seu mig-germà, el rei Mutara III Rudahigwa, va morir en estranyes circumstàncies el 25 de juliol de 1959, el 28 de juliol es va anuncià que Kigeli el succeiria com a rei Kigeli V Ndahindurwa. "Kigeli" a vegades és transcrit com a "Kigeri". Tot i que casat, el mig germà de Kigeli no havia tingut fills ; la naturalesa brusca i impactant de la mort va provocar un rumor generalitzat d'algun tipus d'assassinat.
El nomenament de Kigeli va ser una sorpresa per a l'administració belga, que no va participar en la seva selecció i que va qualificar l'esdeveniment com un cop d'Estat, un punt de vista compartit per l'elit hutu recentment empoderada políticament. El propi Kigeli també es va sentir sorprès i aclaparat davant les notícies de la seva ascensió. L'ambient tens i la presència de ruandesos armats en el funeral van impedir que els belgues objectessin, a més de prevenir la interferència hutu. Malgrat això, Kigeli va ser afavorit inicialment per tots els bàndols: els tradicionalistes tutsis, els nacionalistes hutus i el clergat catòlic es van sentir optimistes pel seu nomenament. Tanmateix, la forma del seu nomenament va comportar una pèrdua de prestigi per les autoritats belgues i va donar la impressió tant a hutus com als revolucionaris tutsis que la violència potenciaria els seus objectius. El fet que l'establishment tutsi hagués dissenyat l'ascens al poder també va comprometre la capacitat de Kigeli d'actuar en el paper tradicional com a àrbitre neutral de diferents faccions.
Kigeli va seguir la tradició règia a causa de la negligència de les afiliacions ètniques i ideològiques passades, abastant el paper de "pare de tots els ruandesos". No obstant això, la inestabilitat política i el conflicte tribal van créixer malgrat els esforços de la monarquia i d'altres. Només un mes després de l'ascensió de Kigeli en novembre de 1959, la militància hutu antitutsi va augmentar fins al punt que van morir centenars. Molts tutsis es van exiliar. Les disputes amb la majoria hutu van ser encoratjades per l'exèrcit belga, promovent una revolta generalitzada. Kigeli va escriure més tard, "No estic aferrat al poder ... Sempre acceptaré el veredicte del poble, el que no puc acceptar és que l'Administració belga hagi d'influir ni distorsionar aquest veredicte."
El juliol del 1960 Kigeli va buscar un refugi segur a la nació recentment independent de la República Democràtica del Congo. El 1961 Kigeli era a Kinshasa per reunir-se amb el secretari general de les Nacions Unides Dag Hammarskjöld quan Dominique Mbonyumutwa, amb el suport del govern belga, va liderar un cop d'estat que va prendre el control de l'Estat ruandès. El govern monàrquic va ser derrocadat formalment el 28 de gener de 1961. El cop d'Estat va donar lloc al referèndum de 1961 sobre el destí del sistema reial al país.
Els resultats electorals van mostrar que, amb un 95% de participació, al voltant del 80% dels votants es van oposar a la continuació de la monarquia. Kigeli va criticar l'afer com a manipulat; poc després de tornar a Ruanda abans de l'elecció, els funcionaris belgues el van posar sota arrest domiciliari.
El govern va deportar oficialment Kigeli a l'actual Tanzània el 2 d'octubre de 1961. Posteriorment va viure en diversos llocs més, deixant la regió de Tanganyika (viva a Dar es Salaam) per a llocs com com Kampala (Uganda) i Nairobi (Kenya). Se li va concedir asil polític als Estats Units al juliol de 1992. Va residir als Estats Units durant la resta de la seva vida.

## Activitats a l'exili
Atorgat l'asil polític als Estats Units, es va establir a prop de Washington, on va reclamar els serveis socials i va viure en un habitatge subvencionat. Posteriorment es va establir a Oakton, Virgínia.
Va viatjar internacionalment per parlar en nom del poble ruandès i va demanar repetidament la pau i l'harmonia entre els diferents grups. Kigeli va continuar recordant les víctimes del genocidi ruandès i va intentar reconciliar tots els partits polítics, ètnics i religiosos a Ruanda utilitzant el procés democràtic per resoldre qualsevol disputa. Kigeli va ser amic de l'expresident de Sud-àfrica, Nelson Mandela i del Primer Ministre de la República Democràtica del Congo, Patrice Lumumba.
En una entrevista d'agost de 2007 a la BBC, Kigeli va expressar el seu interès en tornar a Ruanda si el poble de Ruanda estava disposat a acceptar-lo com el seu monarca constitucional. Va dir que s'havia reunit amb el president Paul Kagame i que Kagame li havia dit que ell i la seva família eren lliures de tornar, però Kigeli va dir que per fer-ho, necessitava saber si la gent encara el volia com a rei. Segons Kigeli, Kagame va dir que consultaria al govern sobre el tema.

### Beneficència
Va ser el cap de la Fundació King Kigeli V, la missió del qual és portar iniciatives humanitàries en nom dels refugiats ruandesos.

## Mort i successió
Kigeli va morir d'una malaltia cardíaca a l'edat de vuitanta anys el matí del 16 d'octubre de 2016 en un hospital de Washington, DC. El seu secretari privat, Guye Pennington, va dir que havia estat escollit un hereu i que es donaria a conèixer en breu. Kigeli no es va casar mai, en obediència a una norma que prohibia el matrimoni als reis mentre estaven fora del país.
Encara que Kigeli no es va casar mai, el 9 de gener de 2017 la Casa Reial va anunciar que el seu nebot, príncep Emmanuel Bushayija (que regnaria com a Yuhi VI de Ruanda), el succeiria com a pretendent del tron ruandès. És fill del mig germà de Kigeli, el príncep William Bushayija.
Després de la mort de Kigeli, es va revelar que tenia almenys una filla, Jacqueline Rwivanga, casada amb Andrew Rugasira 1998-2015 i mare de cinc fills.

## Arbre genealògic
|  |                         |  |  |  |  |  |  |  |  |  |  |  |  |  |  |  |
|  | 16. Yuhi IV de Ruanda   |  |  |  |  |  |  |  |  |  |  |  |  |  |  |  |
|  |                         |  |  |  |  |  |  |  |  |  |  |  |  |  |  |  |
|  |                         |  |  |  |  |  |  |  |  |  |  |  |  |  |  |  |
|  | 8. Mutara II de Ruanda  |  |  |  |  |  |  |  |  |  |  |  |  |  |  |  |
|  |                         |  |  |  |  |  |  |  |  |  |  |  |  |  |  |  |
|  |                         |  |  |  |  |  |  |  |  |  |  |  |  |  |  |  |
|  | 17. Nyiramavugo         |  |  |  |  |  |  |  |  |  |  |  |  |  |  |  |
|  |                         |  |  |  |  |  |  |  |  |  |  |  |  |  |  |  |
|  |                         |  |  |  |  |  |  |  |  |  |  |  |  |  |  |  |
|  | 4. Kigeli IV de Ruanda  |  |  |  |  |  |  |  |  |  |  |  |  |  |  |  |
|  |                         |  |  |  |  |  |  |  |  |  |  |  |  |  |  |  |
|  |                         |  |  |  |  |  |  |  |  |  |  |  |  |  |  |  |
|  | 18. Mitari              |  |  |  |  |  |  |  |  |  |  |  |  |  |  |  |
|  |                         |  |  |  |  |  |  |  |  |  |  |  |  |  |  |  |
|  |                         |  |  |  |  |  |  |  |  |  |  |  |  |  |  |  |
|  | 9. Nyirakigeri          |  |  |  |  |  |  |  |  |  |  |  |  |  |  |  |
|  |                         |  |  |  |  |  |  |  |  |  |  |  |  |  |  |  |
|  |                         |  |  |  |  |  |  |  |  |  |  |  |  |  |  |  |
|  | 2. Yuhi V de Ruanda     |  |  |  |  |  |  |  |  |  |  |  |  |  |  |  |
|  |                         |  |  |  |  |  |  |  |  |  |  |  |  |  |  |  |
|  |                         |  |  |  |  |  |  |  |  |  |  |  |  |  |  |  |
|  | 20. Gaga                |  |  |  |  |  |  |  |  |  |  |  |  |  |  |  |
|  |                         |  |  |  |  |  |  |  |  |  |  |  |  |  |  |  |
|  |                         |  |  |  |  |  |  |  |  |  |  |  |  |  |  |  |
|  | 10. Rwakagara           |  |  |  |  |  |  |  |  |  |  |  |  |  |  |  |
|  |                         |  |  |  |  |  |  |  |  |  |  |  |  |  |  |  |
|  |                         |  |  |  |  |  |  |  |  |  |  |  |  |  |  |  |
|  | 5. Nyirayuhi            |  |  |  |  |  |  |  |  |  |  |  |  |  |  |  |
|  |                         |  |  |  |  |  |  |  |  |  |  |  |  |  |  |  |
|  |                         |  |  |  |  |  |  |  |  |  |  |  |  |  |  |  |
|  | 1. Kigeli V de Ruanda   |  |  |  |  |  |  |  |  |  |  |  |  |  |  |  |
|  |                         |  |  |  |  |  |  |  |  |  |  |  |  |  |  |  |
|  |                         |  |  |  |  |  |  |  |  |  |  |  |  |  |  |  |
|  | 3. Mukashema Bernadette |  |  |  |  |  |  |  |  |  |  |  |  |  |  |  |
|  |                         |  |  |  |  |  |  |  |  |  |  |  |  |  |  |  |
|  |                         |  |  |  |  |  |  |  |  |  |  |  |  |  |  |  |

## Distincions

### Estatus i reconeixement
Com a rei titular a l'exili, com a part del manteniment del patrimoni cultural de la seva família reial, Kigeli V va emetre orde de cavalleria i títols de la noblesa com a fons honorum, d'acord amb els costums tradicionals.
Una investigació de 2016 va trobar que títols de noblesa ruandesos van ser lliurats a no ruandesos pel rei Mutara III, el rei anterior de Ruanda. Això era coherent amb les declaracions del rei Kigeli que el seu germà gran, quan va regnar com a rei, va atorgar ordes i títols de noblesa a no ruandesos. Un article independent que confirma això va ser imprès en un article titulat "Rei Africà Obté l'Honor Papal del Vaticà" a "The Guardian", una publicació de la Diòcesi Catòlica Romana de Little Rock, Arkansas, el 4 de juliol de 1947.
Els títols foren reconeguts pel Burke's Peerage i l'Augustan Society.
No obstant això, les activitats també han estat objecte de polèmica per part dels crítics.
Un article del 2013 va presentar que s'havia fet donacions d'entre 1.000 i 8.000 dòlars i serveis de fins a 30.000 dòlars, abans de la concessió d'honors. El lloc web del rei Kigeli va emetre una declaració al setembre de 2016 que els premis es basaven en el mèrit, relacionats amb treballs de caritat passats demostrables, èxits ocupacionals i antecedents educatius, i que es podria aplicar una tarifa de trànsit.
Com que el president de la Comissió Internacional de les Ordes de Cavalleria no podia reconèixer els títols com a part de la tradició històrica de Ruanda el 2013, va qualificar les activitats de Kigeli en títols "molt tristos" i va demanar que no es concedissin. El secretari general del Rei de l'època va respondre: "Qui té dret a qüestionar la seva autoritat sinó Déu i els seus compatriotes?".

### Títol i estil d'adreça
- Sa Majestat el Mwami de Ruanda (regnant 1959-1961, titular 1961-2016)

### Títols estrangers
- Dinastia salomònica: Ras[31]

### Ordes de la Casa
- Gran Mestrr de la Reial Orde del Tambor, primer atorgat per Kigeli[2]
- Gran Mestre de la Reial Orde de la Corona, primer atorgat per Kigeli[2]
- Gran Mestre de la Reial Orde del Crani Crestat, primer atorgat per Kigeli[2]
- Gran Mestre de la Reial Orde del Lleó (Intare), primer atorgat per Mutara III Rudahigwa[2]

### Ordes estrangeres
Ordres i condecoracions estrangeres rebudes pel rei:
- Cavaller grau creu de l'Orde de Sant Maurici i Sant Llàtzer (Casa de Savoia)
- Cavaller Gran Creu de l'Orde de la Immaculada Concepció de Vila Viçosa (Casa de Bragança)
- Cavaller Gran Creu de l'Orde de Sant Miquel de l'Ala (Casa de Bragança)
- Gran Creu de l'Orde de la Reina de Saba (Dinastia salomònica)
- Gran Creu de l'Order de l'Estrella d'Etiòpia (Imperi etíop)
- Cavaller (únic rang) de l'Orde Imperial de Salomó (Imperi Etíop)
- Gran Collar de l'Orde Reial d'Ismail (Casa Reial d'Egipte)
- Cavaller Grand Collar de l'Orde de l'Àguila de Geòrgia (Casa reial de Ge`prgia)
- Cavaller (únic rang) de l'Orde del Sant Rei David el Psalmista (Dinastia Bagrationi)
- Cavaller Gran Collar de l'Orde del Mèrit de la Casa Reial Portuguesa (Casa de Bragança)[33]